# Bugel (Tomo)
Bugel is een bestuurslaag in het regentschap Sumedang van de provincie West-Java, Indonesië. Bugel telt 2122 inwoners (volkstelling 2010).